# Chanteheux
Chanteheux település Franciaországban, Meurthe-et-Moselle megyében. Lakosainak száma 2124 fő (2022. január 1.). Chanteheux Croismare, Jolivet és Lunéville községekkel határos.

## Népesség
A település népességének változása:
| Lakosok száma | 955  | 1815 | 1746 | 1765 | 2145 | 2133 | 2143 | 2159 | 2148 | 2124 |
|               | 1968 | 1982 | 1990 | 2006 | 2013 | 2015 | 2017 | 2019 | 2020 | 2022 |